# Recopa Africana 1989
La Recopa Africana 1989 es la 15.ª edición de este torneo de fútbol a nivel de clubes de África organizado por la CAF y que contó con la participación de 33 equipos campeones de copa de sus respectivos países, 3 menos que en la edición anterior.
El Al-Merreikh de Sudán venció en la final al Bendel United de Nigeria para ser el primer equipo de Sudán en ganar el torneo.

## Ronda Preliminar
| Equipo 1       | Agr. | Equipo 2 | Ida | Vuelta |
| -------------- | ---- | -------- | --- | ------ |
| Moneni Pirates | 2-1  | RLDF     | 2-0 | 0-1    |

## Primera Ronda
| Equipo 1           | Agr.    | Equipo 2              | Ida | Vuelta |
| ------------------ | ------- | --------------------- | --- | ------ |
| ASI Abengourou     | w.o.1   | UDIB                  |     |        |
| Al-Merreikh        | w.o.2   | Al-Ahly Trípoli       |     |        |
| Olympique Kakandé  | 0-1     | CA Bizertin           | 0-0 | 0-1    |
| Coastal Union      | 2-5     | Costa do Sol          | 2-3 | 0-2    |
| Diamond Stars FC   | 0-2     | Bendel United         | 0-0 | 0-2    |
| Dynamos FC         | 1-2     | FC BFV                | 1-1 | 0-1    |
| Etincelles FC      | 2-1     | Vital'O               | 1-1 | 1-0    |
| ASF Bobo-Dioulasso | 2-2 (a) | ASC Linguère          | 1-0 | 1-2    |
| Gor Mahia FC       | w.o.4   | Nakivubo Villa        |     |        |
| Liberté FC         | 1-4     | USK Algiers           | 1-0 | 0-4    |
| Moneni Pirates     | 1-6     | Power Dynamos FC      | 1-1 | 0-5    |
| Panthère du Ndé    | 1-2     | LPRC Oilers           | 0-0 | 1-2    |
| Stade Malien       | 3-0     | CO Transports         | 3-0 | 0-0    |
| USCA Bangui        | 3-5     | AS Kalamu             | 3-3 | 0-2    |
| Union Vesper       | 0-3     | Patronage Sainte-Anne | 0-1 | 0-2    |
| Vantour Mangoungou | 2-3     | Sagrada Esperança     | 1-0 | 1-3    |

- 1: El UDIB abandonó el torneo.
- 2: El Al-Ahly Trípoli abandonó el torneo.
- 3: El Nakivubo Villa abandonó el torneo.

## Segunda Ronda
| Equipo 1              | Agr.        | Equipo 2          | Ida | Vuelta |
| --------------------- | ----------- | ----------------- | --- | ------ |
| ASI Abengourou        | 3-4         | LPRC Oilers       | 3-2 | 0-2    |
| FC BFV                | 4-3         | Power Dynamos FC  | 1-2 | 3-1    |
| CA Bizertin           | 1-2         | Al-Merreikh       | 1-0 | 0-2    |
| Costa do Sol          | 1-2         | Gor Mahia FC      | 1-2 | 0-0    |
| Etincelles FC         | 0-1         | AS Kalamu         | 0-0 | 0-1    |
| ASF Bobo-Dioulasso    | 1-5         | Bendel United     | 1-3 | 0-2    |
| Patronage Sainte-Anne | 2-1         | Sagrada Esperança | 2-1 | 0-0    |
| Stade Malien          | 1-1 (3-4 p) | USK Algiers       | 1-0 | 0-1    |

## Cuartos de final
| Equipo 1      | Agr. | Equipo 2              | Ida | Vuelta |
| ------------- | ---- | --------------------- | --- | ------ |
| Al-Merreikh   | 3-1  | Patronage Sainte-Anne | 2-1 | 1-0    |
| Bendel United | 3-0  | AS Kalamu             | 2-0 | 1-0    |
| Gor Mahia FC  | 3-1  | LPRC Oilers           | 0-0 | 3-1    |
| USK Algiers   | 1-31 | FC BFV                | 1-3 | n/p    |

- 1: El USK Algiers abandonó el torneo después del partido de ida.

## Semifinales
| Equipo 1      | Agr. | Equipo 2    | Ida | Vuelta |
| ------------- | ---- | ----------- | --- | ------ |
| Bendel United | 4-1  | FC BFV      | 4-1 | 0-0    |
| Gor Mahia FC  | 1-2  | Al-Merreikh | 1-0 | 0-2    |

## Final
| Equipo 1    | Agr. | Equipo 2      | Ida | Vuelta |
| ----------- | ---- | ------------- | --- | ------ |
| Al-Merreikh | 1-0  | Bendel United | 1-0 | 0-0    |

## Campeón
| Recopa Africana 1989  |
| --------------------- |
| Bandera de Sudán      |
| Al-Merreikh 1º Título |